# Bisdom Vitoria
Het bisdom Vitoria (Latijn: Dioecesis Victoriensis) is een rooms-katholiek bisdom met als zetel Vitoria-Gasteiz, hoofdstad van de provincie Álava en de autonome regio Baskenland, in Spanje. Het bisdom is suffragaan aan het aartsbisdom Burgos.

## Geschiedenis
Het bisdom werd opgericht op 8 september 1861, uit delen van het aartsbisdom Burgos en de bisdommen Calahorra y La Calzada, Pamplona y Tudela en Santander. In 1949 verloor het gebied bij de oprichting van de bisdommen Bilbao en San Sebastián, en verkreeg tegelijkertijd gebied van het bisdom Calahorra y La Calzada. 

## Parochies
Het bisdom had in 2020 een oppervlakte van 3.350 km2 en telde 337.629 inwoners waarvan 67,2% rooms-katholiek was.

## Speciale gebouwen
- Catedral de Santa María Imaculada, Vitoria-Gasteiz (kathedraal)
- Catedral vieja Basílica de Santa María, Vitoria-Gasteiz (co-kathedraal, basiliek, werelderfgoed als onderdeel van de Pelgrimsroute naar Santiago de Compostella)
- Iglesia San Prudencio de Armentia, Vitoria-Gasteiz (voormalig kathedraal)
- Basílica Nuestra Señora de Aránzazu, Oñati (basiliek)

## Bisschoppen
- Diego Mariano Alguacil y Rodríguez (23 december 1861 - 18 december 1876)
- Sebastián Herrero y Espinosa de los Monteros (18 december 1876 - juni 1880)
- Mariano Miguel Gómez Alguacil y Fernández (16 december 1880 - 30 december 1889)
- Ramón Fernández Piérola y Lopez de Luzuriaca (30 december 1889 - 25 januari 1904)
- José Cadena y Eleta (14 november 1904 - 18 juli 1913)
- Prudencio Melo y Alcalde (18 juli 1913 - 4 december 1916)
- Leopoldo Eijo y Garay (22 maart 1917 - 14 december 1922)
- Zacarías Martínez y Núñez (14 december 1922 - 2 december 1927)
- Mateo Múgica y Urrestarazu (10 maart 1928 - 12 oktober 1937)
- Carmelo Ballester y Nieto (10 juni 1943 - 9 oktober 1948)
- José María Bueno y Monreal (13 mei 1950 - 27 oktober 1954)
- Francisco Peralta y Ballabriga (10 januari 1955 - 10 juli 1978)
- José María Larrauri Lafuente (16 februari 1979 - 8 september 1995)
- Miguel José Asurmendi Aramendia (8 september 1995 - 8 januari 2016)
- Juan Carlos Elizalde Espinal (8 januari 2016 - heden)

Burgos (aartsbisdom) · Bilbao · Osma-Soria · Palencia · Vitoria